# BAROQUE 〜バロック〜
『BAROQUE 〜バロック〜』は、小川彌生による日本の漫画作品。2005年7月号から2013年1月号まで『月刊少年シリウス』（講談社）にて連載された（当初は3か月に1度の掲載だったが、後に隔月連載となる〈偶数号に掲載〉。また、2010年5月号から2011年3月号まで休載）。単行本は全6巻。

## 登場人物
樺山 温（かばやま あつし）
本作の主人公。173cm。16歳。トランスの花嫁候補。かつては神童と呼ばれ、全てにおいて天才的な才能を示していたが、発熱をきっかけにそれまでの記憶と能力を失った（目立ちすぎるため、能力を封印されているだけらしい）。
透過者といわれる、平行世界に一人しか存在せず、2つの世界を行き来出来る人間である。
緋陽子とは幼馴染だが、幼少期の記憶を失ったために彼女と交わした約束も忘れてしまった。
トランス二十七世 / 神野 司（かんの つかさ）
もう一人の主人公。182cm。人間換算すると96歳。「祝福されし者」。中心であり均衡を保つ者、存在し続ける宿命を背負った者。平行世界が存在するために必要な存在で、彼がいなくなると、世界は消滅してしまうらしい。身体能力は人間を超越しており、物質変化、サイコキネシス、テレパス等の力を使う。力を使用するには、目が必要。また、怪我などは、すぐ治ってしまう。歌舞伎揚げが好物。
神野翼（かんの つばさ）
トランスが花嫁である温と交配するため女性に変身した姿。こちらの世界では、トランスと双子ということになっている。
女性体への変化の回数を重ねるたびに卵子の数は減り、受胎の確率は下がってしまう。
ミーア / エーリアス / 神野 美亜（かんの みあ）
トランスの双子の妹。170cm。人間換算すると96歳。「忌むべき者」。
90年間幽閉されていた。双子が生まれることは前例に無かったため、名前をつけられずエーリアス（＝仮）と呼ばれ、幽閉されることになってしまった。トランスと同様の力を持つ。歌舞伎揚げが好物。昔魂だけでこちらの世界へ来て猫に憑依している時に温に会っており、そのときにミーアという名前をもらっている。
温がその少年だと気付いていないうちはドクターの言われるまま彼を攻撃していたが、名前をくれたのが温だと分かった以降、エーリアスと呼ばれるのを極端に嫌い温に全面的に好意を示すようになった。
田辺 緋陽子（たなべ ひよこ）
温の幼馴染。153cm。16歳。弓道部。温のことが好き。
バティスタ・ピラネージ卿
トランスの側近であり、枢機卿であり、国防長官。199cm。28歳。こちらの世界では、クマンゴ君のぬいぐるみに精神を憑依させている。
彼に限らず、トランスとエーリアスと透過者以外は身体ごと世界を行き来出来ない。
ヴィオレッタ・ピラネージ（ビジュー）
ピラネージ卿の妹。172cm。トランスの親衛隊長。こちらの世界では、当初はカピバラのぬいぐるみだったが、トランスに変更を頼み込み1/6スケール美少女フィギュア 着せ替え天使ミオリカちゃん（ナースバージョン）になった。
あだ名は、瞳が宝石のように美しいことからトランスが名付けたもの。
もともとは神殿に使える巫女になる予定だったが、トランスの目にとまり、親衛隊に入ることを勧められた。
トランスとは両思いだが、ビジューは「花嫁」では無いため、トランスは転生する間際に彼女から自らを愛した記憶を消すと明言していた。
シュセット・シュクル（シュシュ）
トランスを祭る神殿の巫女。149cm。ピラネージ卿の世話係。ピラネージ卿のことが好き。
ドクター
分離派と呼ばれる原理主義集団の人間で、自らの技術で2つの世界を分離できると信じている。エーリアスを幽閉から解放して利用していた。
辛先生 / パイファ
ドクターによって透過者にさせられた女性。ドクターの透過者を生み出す実験のうち、唯一の成功例で、ドクターによってトランスの花嫁として役立てるように差し出された。その身体は特殊な薬を定期的に摂取し続けなければ分解されてしまう。力が使えるのは左目。
当初は温達が通う高校の英語教師として赴任していた。しかし、緋陽子に力を使うところを見られたこと、トランスに薬を処分されてしまったことなどが重なり、本来の姿を隠しきれなくなった。トランスに正体を見抜かれたが、後にトランスの「花嫁」となる。
麻生先輩
温が憧れている先輩。バレー部。内面は腹黒く、ミーアは嫌った。

## 書誌情報
- 小川彌生 『BAROQUE 〜バロック〜』 講談社〈シリウスKC〉、全6巻
  1. 2006年8月11日発売[1]、ISBN 978-4-06-373035-7
  2. 2007年11月13日発売[1]、ISBN 978-4-06-373093-7
  3. 2009年1月23日発売[1]、ISBN 978-4-06-373154-5
  4. 2010年6月11日発売[1]、ISBN 978-4-06-376224-2
  5. 2012年2月13日発売[1]、ISBN 978-4-06-376325-6
  6. 2013年3月13日発売[1]、ISBN 978-4-06-376377-5